# Dryopteris leucorhachis
Dryopteris leucorhachis är en träjonväxtart som först beskrevs av Thomas Frederic Cheeseman och som fick sitt nu gällande namn av Carl Frederik Albert Christensen.
Dryopteris leucorhachis ingår i släktet Dryopteris och familjen Dryopteridaceae. Inga underarter finns listade i Catalogue of Life.